# Magnolia kobus
Magnolia kobus este o specie de plante din genul Magnolia, familia Magnoliaceae, descrisă de Dc.. Conform Catalogue of Life specia Magnolia kobus nu are subspecii cunoscute.